# Henry Louis Gates
Henry Louis Gates, Jr. (Keyser, 16 de setembro de 1950) é um crítico literário, educador, acadêmico, escritor e editor norte-americano, sendo o primeiro afro-americano a receber o Andrew W. Mellon Foundation Fellowship. Recebeu, também, numerosos títulos honoríficos e prêmios por seu ensino, pesquisa e desenvolvimento de instituições acadêmicas no estudo da cultura negra. Em 2002, Gates foi escolhido para dar a Jefferson Lecture, em reconhecimento de seu "notório conhecimento na área de humanas". A palestra resultou em um livro, publicado em 2003, The Trials of Phillis Wheatley. Em 2013, Gates é diretor do Centro de Estudos Africanos, na Universidade Harvard. Com doação de 2 milhão de dólares de seu amigo editor Frank Pearl e de Bill Gates, Henry Louis concretizou o sonho de W. E. B. Dubois (1868 - 1963) alimentado por décadas, de publicar uma Enciclopédia Africana.
Como apresentador, em 2006 e 2008, da minissérie da Public Broadcasting Service, African American Lives, Gates explorou a genealogia de afro-americanos proeminentes. Gates faz parte de conselhos de várias instituições culturais, artísticas e de pesquisa. Ele trabalha como professor universitário da Universidade de Harvard, onde ele diretor do Instituto W. E. B. Du Bois de Pesquisa Africana e Afro-americana. Michael Kinsley refere-se a ele como "o mais conhecido estudioso da nação negra".